# Josef Maily
Josef Maily (* 11. April 1876 in Leiblfing; † 17. November 1945 in Bad Wörishofen) war ein deutscher Politiker. Er war rechtskundiger Bürgermeister (1916–1925) und Oberbürgermeister (1925–1929) der Stadt Straubing.

## Leben
Als Sohn der Leiblfinger Gastwirts- und Metzgermeisterseheleute Josef und Maria geboren, studierte Maily in München, wo er 1895 Mitglied der Burschenschaft Danubia München wurde. 1905 zog er von Erlangen nach Straubing, wo er zuerst Rechtsrat der Stadt und dann lange Jahre Stadtoberhaupt war. 1929 wurde bei ihm Dienstunfähigkeit festgestellt. Ab 1933 lebte er bis zu seinem Tod in Bad Wörishofen. Zum 1. Mai 1933 trat er der NSDAP bei (Mitgliedsnummer 2.277.143).
Aus der 1905 in Erlangen geschlossenen Ehe mit Margarethe Rottenbacher gingen die Kinder Auguste und Alfred hervor.